# Jo Gwang-jo

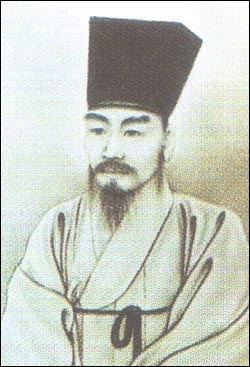
Jo Gwang-jo

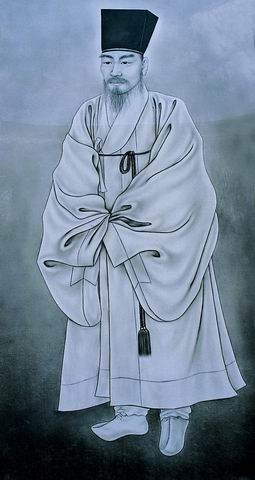
Jo Gwang-jo

Jo Gwang-jo (* 1482; † 1519) war ein koreanischer Politiker und neokonfuzianischer Philosoph, der im frühen 16. Jahrhundert unter der Regentschaft von König Jungjong aus der Joseon-Dynastie radikale Reformen durchführte.
Sein Namensbestandteil Gwang-jo bedeutet „glänzender Vorvater“.

## Leben und Nachwirken
Gwang-Jo lebte im Zentrum Seouls in dem historischen Stadtteil Insa-dong. Er gilt als Protagonist der so genannten seonbi-Schule. Hier wurden die koreanische Politiker- und Verwaltungselite der damaligen Zeit ausgebildet, deren Absolventen ein hohes Ansehen wegen ihrer Integrität und Unbestechlichkeit genossen.
Gwang-Jos Bemühungen, gegen die Korruption unter den herrschenden Eliten vorzugehen, wurden von diesen übel aufgenommen. Sie verleumdeten ihn bei König Jungjong, indem sie ihm unterstellten, nach der Königswürde zu streben. Der König, der sich durch Jo Gwang-jo verraten fühlte, ordnete 1519 seine Hinrichtung durch Trinken des Giftbechers an. Gwang-jo hoffte bis zuletzt, dass der König seinen Irrtum einsehen werde. Vor seinem Tod schrieb er ein Gedicht, in dem er die Liebe zu seinem König beteuert. (engl. Übers.)
Loved my sovereign as own father
Worried over country as own house
The bright sun looking down upon earth
Shines ever so brightly on my red heart.
In den darauffolgenden „Säuberungen“ kam es zu Massenhinrichtungen von Koreanern, denen eine Verbindung zu Gwang-Jo nachgesagt wurde. Die Überlebenden flohen aufs Land.
Die über das Land verstreuten noch erhaltenen Hütten, Pavillons und Gartenhäuser aus dieser Zeit zählen heute zu den Fremdenverkehrsattraktionen Koreas.
An diesen Orten wurden die Lehren Gwang-Jos an Schüler und Studenten weitergegeben.
Von späteren Generationen wurde er als Konfuzischer Märtyrer und Verkörperung der Ideen der „seonbi-Schule“ gewertet. Einige Historiker halten ihn daher für eine der einflussreichsten Personen im Korea des 16. Jahrhunderts.

## Rezeption
Eine Serie mit 52 Folgen über das Leben von Jo Gwang-jo wurde 1996 vom Koreanischen Fernsehen ausgestrahlt.